# Mahmud Namik Efendi
Princ Mahmud Namik Efendi (23. prosince 1913 – 13. listopadu 1963) byl jediný syn Şehzade Ömera Hilmiho a jeho manželky Hadice Firdevs Gülnev Başhanımefendi. Byl vnukem osmanského sultána Mehmeda V. Mahmud byl aktivním členem skupiny Zohriya Set, která se skládala z členů Osmanské dynastie, kteří se po vyhnání do exilu usadili v Káhiře a žili zde společně s egyptskou vládnoucí dynastií Muhammada Alího. Také byl zapleten do akce, kde bylo účelem sesadit Gamala Abdela Nassera a dosadit na trůn prince Muhammada Abdel Moneima. Jeho pokus a další odnětí svobody se dostalo do zpráv celého světa.

## Narození a dětství
Mahmud Namik se narodil v paláci Dolmabahçe a žil zde od smrti svého dědečka, sultána Mehmeda V., až do konce první světové války. Poté s rodinou v letních měsících pobýval v rezidenci Konak v Nişantaşı a v letních měsících v Bağlarbaşı.

## Exil
V březnu roku 1924, když mu bylo deset let, byl Mahmud společně se zbytkem Osmanské dynastie poslán do exilu kvůli pádu Osmanské říše a vzniku Turecké republiky. Mahmud se už do Turecka nikdy nevrátil, protože zemřel dřív, než byl exil v roce 1974 zrušen. Byl poslán na internátní školu v Libanonu, ale brzy se s rodinou odstěhoval do Nice ve Francii, kde se sestěhovala většina členů dynastie. V roce 1934 se přestěhoval do Alexandrie, kam odešel se svým otcem Ömerem Hilmím a svou babičkou. Později se k nim přidali jeho sestra Emine Mükbile a jeho švagr Ali Vâsib. Na začátku 40. let 20. století si koupil apartmán v Maadi na předměstí Káhiry, kam se odstěhoval se svou ženou Şaharazad.

## Manželství a potomstvo
Mahmud Namik se oženil v srpnu 1939 se Şaharazad Ratib. Şaharazad byla jediná dcera Ismaila Ratiba Beye a byla vnučkou Rashida Fazila, egyptského paši. Narodila se v Alexandrii v roce 1922 a zemřela v Káhiře roku 1993. Před sňatkem držela titul Hanımefendi. Společně měli jednoho syna, prince Ömera Abdülmecida Osmanoğlu, který se narodil v roce 1941. Pár se rozvedl v Alexandrii roku 1947.

## Kariéra
Mahmud Namik pracoval až do druhé světové války pro alexandrijskou tramvajovou dráhu. Ke konci 40. let se stal podnikatelem a usadil se v Ženevě ve Švýcarsku, kde rozjel svůj vlastní byznys, který poté rozšířil do Pákistánu a USA.

## Zatčení, soudní proces a vězení
Mahmud Namik byl obžalován za účast v pokusu o sesazení vojenského režimu Gamala Abdel Nassera a snažil se dosadit do vlády jeho syna Muhammada Abdel Moneima. Akce trvala od Suezské krize v roce 1956 a byla podporována britskou M16 a Francouzi.
V roce 1958 požádal o pomoc v zásnubách své sestřenice Sabihy Fazily Hanimsultan a krále Fajsala II. Zásnuby však skončily vraždou krále Fajsala a pokračovaly vojenským převratem.

## Smrt
Mahmud zemřel ve věku 49 let na mrtvici v Káhiře. Byl tam i pohřben, ale v roce 1987 byly jeho ostatky přemístěny do hrobky sultána Mahmuda II. v Istanbulu.